# Laibach (groupe)
Pour les articles homonymes, voir Laibach.
Laibach [ˈlajbax] est un groupe de musique industrielle, expérimentale et avant-gardiste slovène, originaire de Trbovlje. Mêlant influences diverses (électro-industriel, industriel martial, dark wave néo-classique notamment), avec en particulier celle des Residents (The Third Reich 'n' Roll, 1976), c'est l'un des premiers groupes de ce genre musical à avoir atteint une renommée internationale, à l'instar de Ministry. Il doit notamment son succès à une reprise de Live Is Life de Opus, parue sur l'album Opus Dei, publié par le label Mute Records, mais sa renommée dans le milieu industriel remonte à ses débuts.
Le groupe appartient à un collectif d'artistes slovènes rassemblés sous l'appellation Neue Slowenische Kunst (NSK).

## Biographie

### Avec Tomaž Hostnik (1980–1982)
Laibach est formé le 1er juin 1980, à Trbovlje, dans ce qui est alors la Yougoslavie. Le nom du groupe correspond au nom allemand de la ville slovène de Ljubljana, utilisé pendant la période de la monarchie de Habsbourg et repris lors de l'occupation de la Yougoslavie pendant la Seconde Guerre mondiale. À cette période, le groupe collabore avec les groupes d'art IRWIN (peinture) et Rdeci Pilot (théâtre).
En septembre 1980, peu après sa formation, Laibach lance un projet multimédia appelé Rdeci revirji (« Banlieue rouge »), nom populaire donné à la région de Trbovlje qui avait vu la création du Parti communiste slovène en 1937. Cet évènement destiné à remettre en question les structures politiques à Trbovlje  fut interdit avant même son ouverture.
La première apparition scénique du groupe, nommée Žrtve letalske nesrece (en français : « victimes d'un accident d'avion »), prend place en janvier 1982 au Ljubljana club FV. Suivent d'autres apparitions à Belgrade et Zagreb. En ce temps, le style musical du groupe est qualifié par les médias de « rock industriel », et le groupe fait usage de gramophones, d'appareils radio et d'instruments électroniques construits par les membres. Le groupe emploie aussi des bombes fumigènes militaires, ce qui était désagréable et pour le groupe et pour son public.
Au festival Novi Rock à Ljubljana, la même année, le chanteur Tomaž Hostnik apparait sur scène en uniforme militaire et, bien que gravement frappé en plein visage par une bouteille, réussit à jouer jusqu'à la fin de sa prestation. Cependant, Hostnik commet un suicide rituel en décembre 1982 en se pendant à l'un des symboles nationaux slovènes, le kozolec, près de sa ville d'origine, Medvode. Laibach désapprouvera cet acte et renvoie, à titre posthume, Hostnik du groupe. Malgré cela, le groupe lui consacrera plusieurs projets comme l'Apologia Laibach.

### Statut de dissident en Yougoslavie (1983–1985)

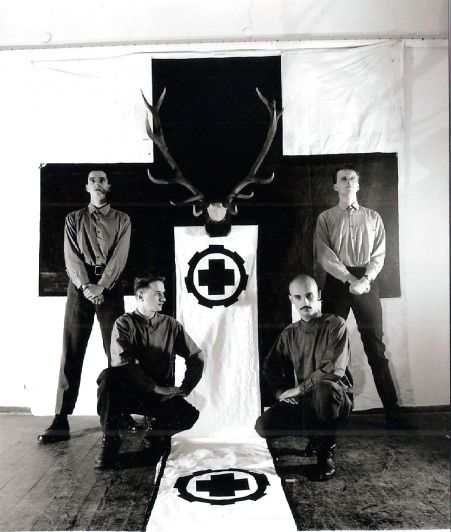
Laibach, en 1983.

En avril 1983, le groupe termine ses activités à Ljubljana, lors d'un concert aux côtés du groupe britannique The Last Few Days et de 23 Skidoo, durant lequel des aboiements et grognements de chiens sont utilisés en introduction. Au lendemain de leur performance, le groupe est accueilli par les médias pour son concert au Zagreb Biennale intitulé Mi kujemo bodocnost, durant lequel il projete des vidéos pornographiques et des extraits du film Revolucija še traja. La performance est finalement interrompue par la police, qui force le groupe à quitter la scène après la projection d'une image de Josip Broz Tito superposée avec celle d'un pénis. Le 23 juin 1983, ils sont accueillis dans l'émission politique TV Tednik ce qui entraîne des réactions négatives ; il leur est alors interdit d'utiliser le nom de Laibach et de jouer en public.
Le groupe se lance dans une tournée internationale, The Occupied Europe Tour '83, avec The Last Few Days, qui comprend huit dates dans des pays d'Europe de l'Est et de l'Ouest. Leurs performances scéniques suscitent l'intérêt des milieux culturels, en particulier par l'utilisation d'un style musical et visuel totalitaire. Mélangeant volontiers imagerie socialiste, fasciste et futurisme italien, le groupe crée une esthétique unique qui ne passe pas inaperçue auprès du public. Les paroles des chansons sont initialement écrites en allemand, mais, après plusieurs reprises de chansons anglophones, seront aussi écrites en anglais.
En 1984, le groupe se délocalise à Londres travaillant comme ouvriers, jouant des soldats dans le film Full Metal Jacket de Stanley Kubrick et travaillant dans un port à Belfast. Leur étant impossible d'utiliser le nom de Laibach, le groupe organise un concert secret au Ljubljana Malci Belic Hall dédié à feu Tomaž Hostnik. À cette période, le groupe, accompagné de ses premiers collaborateurs IRWIN et Rdeci Pilot, forment un collectif d'art informel appelé Neue Slowenische Kunst (« Nouvel Art Slovène »). L'année suivante, en 1985, le groupe publie son premier album, Laibach, sous le label Ljubljana ŠKUC Ropot. La même année, le label allemand WUS publie une compilation, Rekapitulacija 1980-84.

### Reconnaissance internationale (1986–1991)

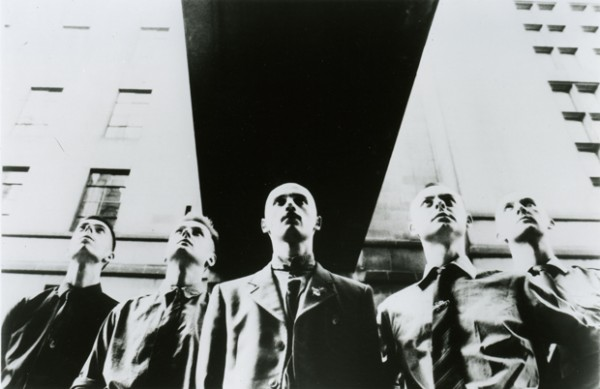
Laibach en 1989.

À Londres, le célèbre disc jockey John Peel enregistre trois chansons avec le groupe pour son émission. Signé chez le label Mute Records, le groupe se lance dans l'enregistrement de son troisième album studio, Opus Dei, avec Slavko Avsenik Jr.. L'intérieur de la pochette montre un swastika composé de quatre haches ensanglantées, illustration réalisée par John Heartfield, un artiste anti-Nazi. L'album est vendu dans le plus grand secret dans certains pays d'Europe pour éviter toute médiatisation. L'usage de symboles nazis et le nom Opus Dei conduit l'institution catholique du même nom à entamer des poursuites judiciaires contre le groupe, qui gagnera néanmoins ce bras de fer. Après la sortie de l'album, le groupe embarque dans une tournée européenne, durant laquelle ses membres expliquent, lors d'une conférence de presse en France, s'inspirer de Tito, Toto et Tati.
À Hambourg, le groupe écrit et joue une adaptation de Macbeth de William Shakespeare au Deutsches Schauspielhaus qui sera finalement publié comme album sous le titre Macbeth en 1989. En 1988, le groupe publie l'album Let It Be, qui comprend des reprises de toutes les chansons de l'album homonyme des Beatles, à l'exception de la chanson-titre, par manque de temps en studio, et de « Maggie Mae », qui est remplacée par les hymnes allemands « Auf der Lüneburger Heide » et « Was Gleicht Wohl Auf Erden ». Une partie des chansons de l'album est diffusée par Paul McCartney avant ses concerts.

### Succès commercial (1992–2003)
En 1991, la Slovénie devient un État indépendant. En 1992, le groupe publie Kapital, un album qui comprend leur propre vision du matérialisme. L'année suivante, Mute Records publie l'album live Ljubljana-Zagreb-Beograd, enregistré dans trois villes en 1982, documentant le rock politiquement engagé des débuts du groupe avec notamment des chansons comme Tito-Tito, Država, et Rdeci molk.
En 1994, ils publient l'album NATO, qui commente les événements politiques d'alors en Europe de l'Est et en ex-Yougoslavie et les actions de l'OTAN, à travers leur vision de la techno et de la pop. L'album comprend une reprise des chansons « The Final Countdown » d'Europe, « In the Army Now » de Bolland and Bolland, Indian Reservation de Don Fardon (rebaptisée « National Reservation »), et « Marš na Drinu » de Stanislav Binicki. Après la sortie de l'album, le groupe effectue la tournée Occupied Europe NATO Tour 1994-95, enregistrée pour l'album live homonyme, qui comprend notamment une prestation à Sarajevo.
En 1995, le groupe avait l'idée d'annoncer sa séparation afin que les membres puissent jouer dans différents endroits en même temps ; l'idée est abandonnée. L'année suivante, le groupe publie Jesus Christ Superstars, un clin d'œil à Jesus Christ Superstar d'Andrew Lloyd Webber. Laibach tourne alors aux États-Unis, en dix-huit dates, et en Allemagne pour promouvoir l'album. Le 15 mai 1997, le groupe joue avec l'orchestre symphonique slovène, conduit par Marko Letonja, et le chœur Tone Tomšic pour la cérémonie d'ouverture du mois de la culture européenne de Ljubljana. Cette même année, l'album live M.B. December 21, 1984 est publié et comprend leur concert au Ljubljana Malci Belic Hall. Ils y font participer Jože Pegam à la clarinette et à la trompette, sur fond de paroles de Tito.

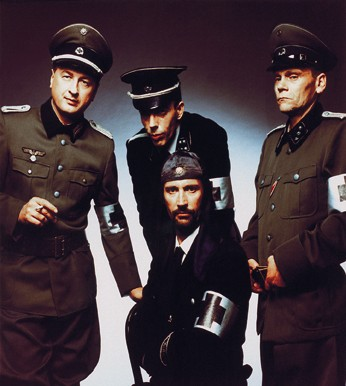
Laibach, en 2003.

### De retour avec l'album WAT (2003-2006)
En 2003, le groupe sort l'album WAT (un acronyme pour We Are Time), qui, en plus de nouvelles chansons, comprend la chanson « Tanz mit Laibach », inspirée du groupe allemand D.A.F. Les paroles sont écrites avec Peter Mlakar, la musique avec Iztok Turk (ancien membre de Videosex) et les DJs Umek, Bizzy et Dojaja.
L'année suivante, le groupe publie une double compilation, Anthems, qui comprend la chanson « Mama Leone », une reprise de Drafi Deutscher et des remixes de Random Logic, Umek, Octex, et Iztok Turk, entre autres. La compilation comprend aussi une biographie écrite par Alexei Monroe.
Le groupe publie aussi deux DVD : le premier, Laibach, comprend des clips notamment de la chanson « Das Spiel ist aus » et A film about WAT réalisé par Sašo Podgoršek. Le second DVD s'intitule 2. Il comprend le concert Occupied Europe NATO Tour à Ljubljana le 26 octobre 1995 et A Film from Slovenia, réalisé par Daniel Landin et Peter Vezjak. En 2004, le groupe enregistre The Divided States of America - Laibach 2004 Tour, publié en DVD en 2006 et réalisé par Sašo Podgoršek pendant la quatrième tournée du groupe aux États-Unis.

### De Volk à The Sound of Music (2006-2019)
En 2006, le groupe publie l'album Volk (« Peuple » en allemand), qui comprend des reprises d'hymnes nationaux, dont Das Lied der Deutschen. Chaque reprise comprend différentes langues. La même année, le 1er juin, le groupe joue Das Kunst der Füge (L'Art de la fugue) de J. S. Bach à Leipzig, et leur interprétation est publiée dans l'album LAIBACHKUNSTDERFUGE en 2008.
Le 15 octobre 2013, Laibach annonce un nouvel album, Spectre, pour février 2014, et publie un nouvel EP, S. Ce dernier comprend trois chansons de l'album et une reprise d'un titre de Serge Gainsbourg, « Love On The Beat », issue de leur album live sorti en 2012. Le premier single, « Resistance is Futile » paraît le 8 janvier 2014. En juillet 2014, Laibach publie un EP, 1 VIII 1944. Warszawa, à l'occasion du 70e anniversaire de l'insurrection de Varsovie.
En avril 2015, Laibach lance une campagne Indiegogo pour aider au financement de leur tournée américaine qui commence en mai 2015. Le 11 juin 2015, Laibach annonce un concert à Pyongyang, en Corée du Nord, courant août 2015. Ils annoncent plus en détail deux concerts les 19 et 20 août 2015 au conservatoire musical Kim Won Gyun de Nampo-dong, Pyongyang,. Les concerts seront le sujet d'un documentaire en 2016.
Le 8 juin 2017, Laibach a annoncé la sortie du nouvel album Also Sprach Zarathustra avec le single « Das Nachtlied I » ainsi qu'une tournée associée. L'album, sorti le 14 juillet 2017, est constitué de titres composés à l'origine pour une production théâtrale, Thus Spoke Zarathustra, basée sur le roman de Friedrich Nietzsche du même nom. En novembre 2017, le groupe lance les réservations pour le coffret Laibach Revisited.
En septembre 2018, le label Mute annonce la sortie future de The Sound of Music. Ce dernier, comprenant des reprises des titres du film la Mélodie du Bonheur, est disponible le 23 novembre 2018. Le 4 décembre 2018, cet album est accompagné par la sortie du Blu-ray Liberation Day qui contient un enregistrement live de ce dernier à Graz en Autriche.
Une vidéo, inspirée de la photographie Duchamp Playing Chess with a Nude (Eve Babitz), est mise en ligne le 6 janvier 2019. Elle illustre la reprise du titre 4'33 de John Cage, et s'intègre au projet de compilation STUMM433 dont la sortie est prévue en mai 2019 chez Mute. L'artiste croate Vlasta Delimar y participe.

### Quatre décennies d'existence (2020-2021)
En 2020, le groupe planifie une série d'évènements pour célébrer ses quarante années de carrière. Face à la pandémie de Covid-19 et aux annulations qui en découlent, Laibach essaye finalement d'organiser un ensemble de manifestations qui auraient été diffusées en ligne,, sans que cela puisse aboutir.
Néanmoins, le groupe profite de l'année 2020 pour sortir en janvier le coffret, Laibach Revisited, maintes fois repoussé, et en septembre l'album Bremenmarsch, Laibach Live at Schlachthof 12.10.1987, compte-rendu du concert au Schlachthof à Brême en 1987. Le pianiste Sašo Vollmaier, qui avait joué dans Laibach de 2007 à 2013, sort de son côté l'album Kind of Laibach, compilation de reprises de morceaux du groupe au piano.

## Culture populaire

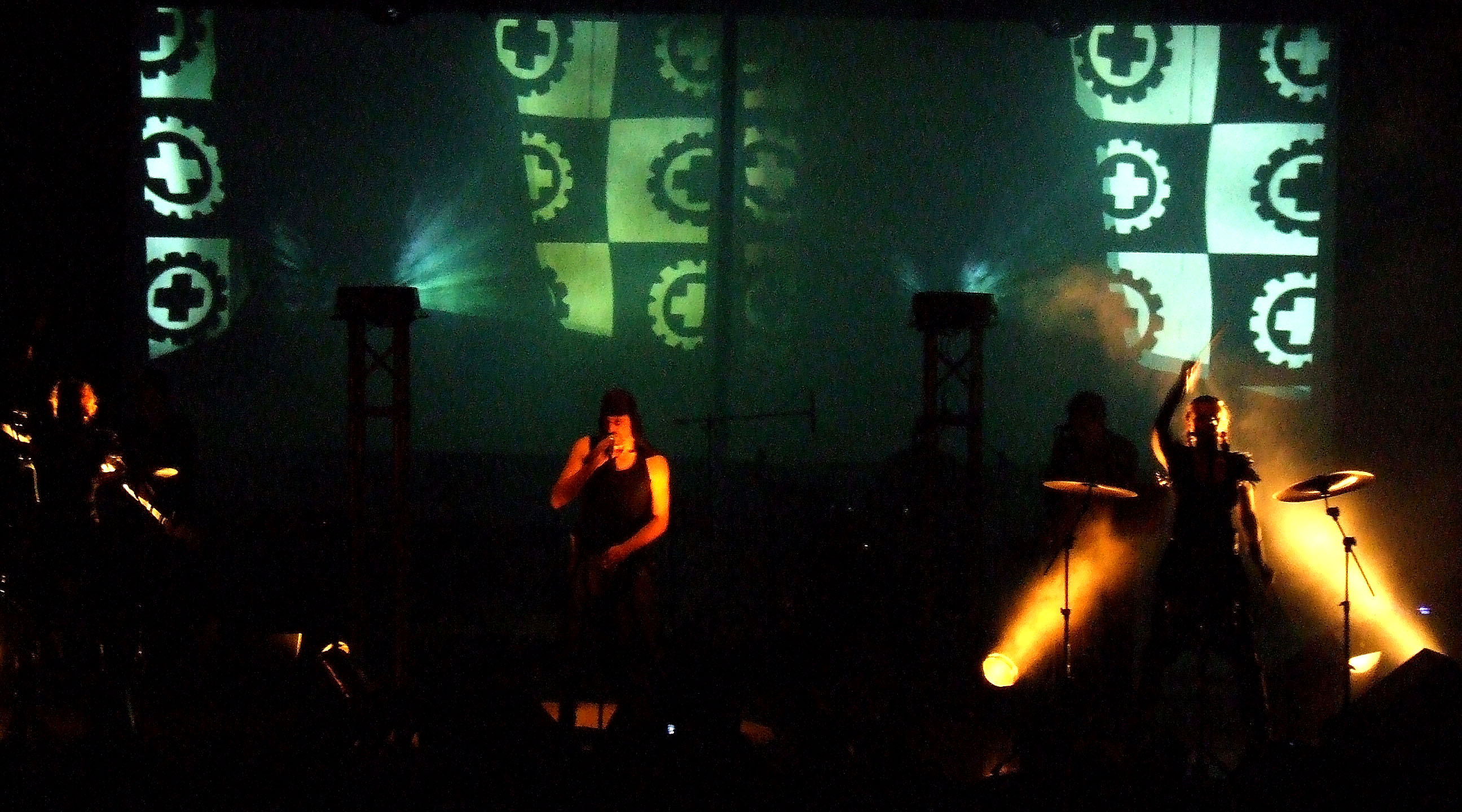
Laibach le 7 juillet 2007 à Celje.

En 1999, « God is God » fait partie de la bande originale du film The Blair Witch Project. En 2002, Laibach apparaît dans le film Spider-Man avec la chanson « Panorama ». Cette chanson était sortie pour la première fois en 1985. En 2004, Tanz mit Laibach est joué dans une boîte gothique de Berlin dans l'épisode 18 de la saison 3 de Alias.
En 2006, un personnage de fiction inspiré de Milan Fras, apparaît dans le comic Kingdom Come, Absolute Edition. Son nom est Von Bach. Dans ce document, il apparaît vêtu d'un uniforme sorti de l'univers de Laibach et arbore une croix sur sa poitrine. Il est décrit comme suit : « Il est de langue allemande et c'est un être surhumain. Il est l'exemple-type du super-méchant hitléresque. La croix sur sa poitrine est évocatrice du type de symbole utilisé par les fascistes. ». Von Bach a les mots Liebe (« amour ») et Hass (« la haine ») tatoués sur son bras. En fait, tout son corps est recouvert d'un grand tatouage de couleur sombre et c'est sa véritable couleur chair qui forme les dessins sur son corps.
En 2012, leur reprise de « B-Mashina » du groupe slovène Siddhartha est utilisé dans plusieurs bandes-annonces du film Iron Sky. Leur chanson « Tanz mit Laibach » apparaît lors d'un court combat. Par ailleurs, Laibach apparaît à plusieurs reprises de façon discrète durant le long-métrage : par exemple, le symbole politique principal est le logo du groupe utilisé, entre autres, pour l'album Volk.

## Membres

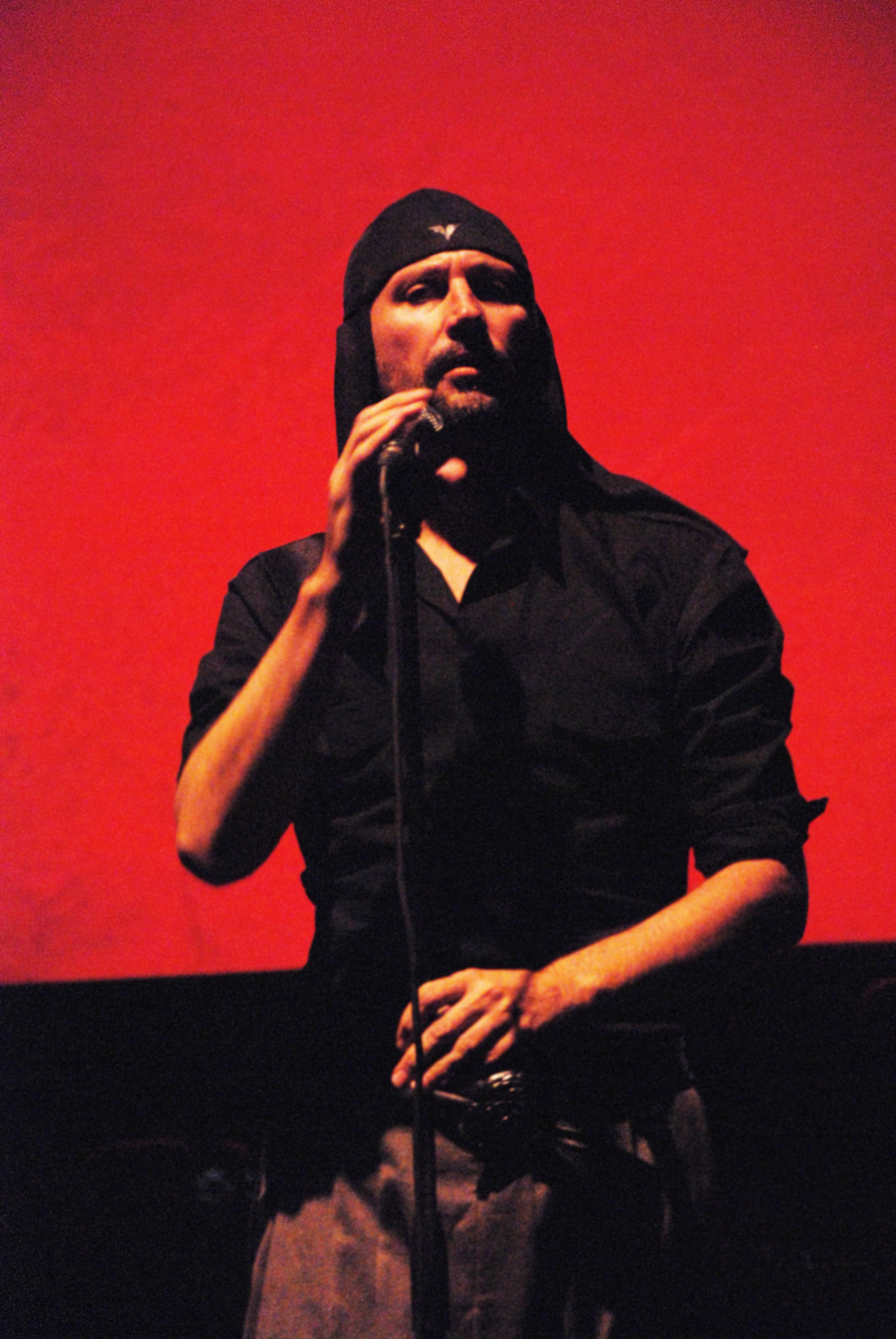
Milan Fras au chant.

En 1978, Dejan Knez forme son premier groupe, Salte Morale. On peut considérer Salte Morale comme étant la première incarnation de Laibach[réf. nécessaire]. Lors de l'été 1980, à la suite d'une suggestion du père de Dejan, Janez Knez, un peintre et artiste slovène, le groupe change le nom en Laibach. Cette première mouture inclut : Dejan Knez, Srecko Bajda, Andrej Lupinc, Tomaž Hostnik et Bine Žerko.
D'après le site officiel du groupe : « Tomaž était à l'époque vraiment le leader du groupe ; il avait une personnalité forte, dynamique, et avait été formé dans un collège qui prépare l'élite politique slovène. Il dominait complètement les interviews, et avait une énorme présence, intellectuellement comme physiquement. Ces idées et projets ont continué à influencer Laibach jusqu'à aujourd'hui. » Il se suicide fin 1982. Peu de temps après, le cousin de Knez, Ivan (Jani) Novak et Milan Fras rejoignent le groupe. Dans cette toute première période, Laibach est un quintette, mais par la suite le groupe déclare que Laibach possède seulement quatre membres - Vier Personen, parfois crédités sous les pseudonymes de Dachauer, Keller, Saliger et Eber.
Depuis le milieu des années 1980 jusqu'au milieu des années 1990, les quatre membres du groupe à temps plein étaient Dejan Knez, Milan Fras, Ervin Markošek et Ivan (Jani) Novak. Puis de temps à autre, certains musiciens, comme Oto Rimele (du groupe Lacni Franc), Nikola Sekulovic, célèbre bassiste de Demolition Group, Matej Mršnik ou Roman Decman ont rejoint Laibach.
La chanteuse slovène Anja Rupel a également chanté dans Laibach, notamment pour la reprise des Beatles « Across the Universe ». Ervin Markošek et Dejan Knez ont dû quitter le groupe à la suite de problèmes de drogue[réf. nécessaire]. Si Markošek apparaît sur les photos de presse à la sortie de WAT, Knez rejoint à nouveau le groupe sur scène au cours de la tournée de cet album. Il quitte officiellement le groupe en 2004 mais il continue à intervenir sporadiquement avec Laibach, comme lors de la promotion du concert Kunst der Fuge à Leipzig,.
Mina Špiler du groupe Melodrom travaille pour la première fois avec le groupe pour la reprise du titre « Ohne Dich » de Rammstein. Elle collabore aussi avec Laibach pour l'album Volk pour devenir un membre à part entière sur les sorties suivantes du groupe. À l'occasion de cet album, Boris Benko et Primož Hladnik (du groupe Silence) se joignent à Laibach pour faire les chœurs et Luka Jamnik  s'occupe des synthétiseurs. Le claviériste Rok Lopatič intègre le groupe en 2014.
Le 20 juin 2015, Laibach retrouve la formation classique de l'album Opus Dei, avec Milan Fras, Ervin Markošek, Ivan Novak et Dejan Knez, pour la performance Musical Nocturne.

### Membres actuels
- Eber
- Saliger
- Dachauer
- Keller

### Membres de tournées
- Milan Fras - chant
- Ivan Novak - lumières
- Marina Mårtensson - chant
- Vitja Balžalorsky – guitares
- Luka Jamnik - synthétiseur
- Rok Lopatič - synthétiseur, piano
- Bojan Krhlenko - batterie

et parfois Sašo Vollmaier (à la place de Rok Lopatič)

### Anciens membres
- Tomaž Hostnik - (fondateur) chanteur (décédé en 1982)
- Dejan Knez - (fondateur) claviers, synthétiseur, batterie (quitte le groupe après l'album WAT)
- Ervin Markošek - batterie, claviers, synthétiseur (quitte le groupe en 1989, y est retourné pour le l'album Kapital, apparaît sur les photos jusqu'à WAT)
- Srecko Bajda (fondateur)
- Andrej Lupinc (fondateur)
- Bine Zerko (fondateur)
- Janez Gabrič - batterie
- Mina Špiler - chant
- Anja Rupel - chant
- Matej Mršnik - guitare
- Borut Kržišnik - guitare
- Oto Rimele - guitare
- Dare Hocevar - basse
- Nikola Sekulovic - basse
- Dragoslav Draža Radojkovic - batterie
- Sašo Vollmaier - clavier, synthétiseur

## Discographie

### Singles

#### Singles 7"
- 1987 : Live is Life
- 1988 : Sympathy for the Devil / Sympathy for The Devil (deux différentes versions)
- 1988 : Across The Universe / Maggie Mae

#### Singles 12"
- 1984 : Boji / Sila / Brat Moj (L.A.Y.L.A.H. (en association avec Les Disques du crépuscule à Bruxelles)
- 1984 : Panorama / Decree (East-West Trading Comp)
- 1985 : Die Liebe / Groesste Kraft
- 1987 : Geburt Einer Nation / Leben Heisst Leben (ins.)
- 1987 : Life is Life / Germania / Life
- 1988 : Sympathy for The Devil 1 / Laibach, 300.000 V.K.
- 1988 : Sympathy for the Devil 2 / Germania, 300.000 V.K.
- 1988 : Sympathy for the Devil / Sympathy for the Devil (deux différentes versions)
- 1988 : Across the Universe / Maggie Mae / Get Back
- 1990 : 3. Oktober / Geburt Einer Nation (live)
- 1992 : Wirtschaft Ist Tot / Wirtschaft Ist Tot
- 1992 : Wirtschaft Ist Tot / Sympathy for the Devil (remixes, uniquement promotion)
- 1994 : Final Countdown / Final Countdown
- 1995 : In the Army Now / War
- 1996 : God is God
- 2004 : Tanz Mit Laibach
- 2004 : Das Spiel Ist Aus
- 2006 : Anglia

#### Singles CD
- 1988 : Sympathy For The Devil / Sympathy for the Devil / Sympathy for the Devil (picture CD avec trois versions)
- 1988 : Across The Universe / Maggie Mae / Get Back
- 1988 : Panorama / Die Liebe / Decree / Groesste Kraft
- 1990 : 3. Oktober / Geburt Einer Nation (live)
- 1992 : Wirtschaft Ist Tot / Wirtschaft Ist Tot
- 1994 : Final Countdown / Final Countdown
- 1995 : In the Army Now / War
- 1996 : Jesus Christ Superstar / God is God
- 2004 : Tanz Mit Laibach
- 2004 : Das Spiel Ist Aus
- 2006 : Anglia

### Cassettes
- 1983 : Laibach/Last Few Days (Skuc, Ljubljana)
- 1984 : Documents Of Opression (en direct au N.L. Centrum, Amsterdam)
- 1984 : Vstajenje v Berlinu (en direct au Berlin)
- 1985 : Live In Hell (en direct au Hell's-Hertogenbosch) (Bois-le-Duc)
- 1985 : Ein Schauspieler (en direct au N.L. Centrum Amsterdam Church) (Amsterdam)
- 1986 : Divergences/Divisions (en direct à Bordeaux) (Le Réseau, 1986, Bordeaux/Toulouse)

## Vidéographie
- 2004 : Laibach (clips)
- 2004 : Laibach, A Film from Slovenia (Occupied Europe Nato Tour 1994-1995 ; concert enregistré par la radio slovène RA2, le 26 octobre 1995 au Dakota DC3 à Ljubljana)
- 2006 : Divided state of America (2006 ; reportage sur la tournée aux États-Unis + concert de la tournée WAT, Paris, La locomotive)
- 2008 : Volk - Dead In Trbovlje (live 2007)
- 2016 : Liberation Day
- 2019 : Sarajevo: State in Time